# 한니발 지령
한니발 지령(히브리어: נוהל חניבעל, 영어: Hannibal Directive)은 이스라엘 방위군(IDF)의 논쟁적인 행동지침이다.
한니발 지령은 이스라엘 군인이 적성세력에 붙잡히는 것을 막기 위한 것으로, “가능한 모든 수단을 동원해서, 우리 병력의 손실을 감수하고서라도 피랍을 막아야 한다”는 것이다. 1986년 IDF 군인들이 레바논에서 여러 차례 적군에게 붙잡혀 포로교환이 이루어진 것을 계기로 도입되었다. 이 지령의 전체 내용은 공개된 적이 없으며, 2003년까지는 언론 지상에서 지령의 존재 자체를 언급하는 것이 검열을 통해 금지되었다. 지령 내용은 여러 차례 개정된 것으로 알려져 있고, 공식적으로는 2016년에 폐기되었다고 주장한다.
한니발 지령은 동시에 두 가지 버전이 존재한다고 알려져 있는데, 하나는 문서로 작성되어 IDF 상층부에서 회람하는 버전이고, 다른 하나는 하급 제대 지휘관들 사이에 “구전으로” 전해지는 버전이다. 후자의 경우 “모든 수단을 동원해서”라는 말이 문자 그대로, 즉 IDF 병사가 포로로 잡히면 구출하지 않고 적과 함께 쓸어 죽이는 식으로 해석된다고 알려져 있다. 2011년, IDF 총참모장 베니 간츠는 한니발 지령은 병사들이 포로가 되는 것을 막기 위해 죽이라는 지령이 아니라고 주장했다.
이스라엘 언론들은 2023년 가자전쟁에서 IDF측에 의해 이스라엘인 인질들이 사살된 사건들이 한니발 지령의 영향 때문이 아니냐는 의혹을 제기했다.